# Peromyia boreojaponica
Peromyia boreojaponica är en tvåvingeart som beskrevs av Jaschhof 2001. Peromyia boreojaponica ingår i släktet Peromyia och familjen gallmyggor. Inga underarter finns listade i Catalogue of Life.